# 강우람 (축구인)
강우람(姜우람, 1986년 5월 4일 ~ )은 대한민국의 전 축구 선수이며 포지션은 수비수였다. 현재는 지도자 생활을 하고 있다.